# Periodismo inmersivo
El periodismo inmersivo es una forma de narrar que busca la inmersión del usuario gracias a la tecnología, dándole un rol activo al relato y transmitiendo la experiencia sensorial de estar en el lugar de los hechos. El uso de tecnologías inmersivas, como la realidad extendida o el vídeo en 360 grados, han llevado a identificar la práctica del periodismo inmersivo sólo con uno de sus aspectos, la sensación de ser transportado al lugar de la narrativa. Sin embargo, otra característica importante es el rol que tiene el usuario en la narración. Con el periodismo inmersivo el usuario está en el centro de la experiencia, bien porque está en medio de un escenario envolvente, bien porque tiene un rol activo en la misma. La presunción principal es que la inmersión puede contribuir a entender mejor las circunstancias, desarrollar un sentimiento de empatía e, incluso, experimentar las emociones que evocan la realidad que está siendo representada.
Para algunos autores, el periodismo inmersivo se expresa en todo su potencial con tecnologías y equipos de realidad virtual inmersiva, si bien otrosconsideran que la inmersión es una cualidad psicológica que se activa en el usuario a través de distintas técnicas y recursos, por los que hay distintos grados, fórmulas y recursos para conseguir dicha inmersión, ya sean tecnologías de realidad extendida (realidad virtual, realidad aumentada, realidad mixta), vídeo esférico o en 360 grados, mappings, instalaciones o incluso web. De hecho, en la primera investigación académica sobre periodismo inmersivo, realizada por Eva Domínguez, una de sus conclusiones es que el sonido tiene un componente mucho más inmersivo que la imagen y, curiosamente, las producciones ponen mucho más foco y recurso en la imagen que en el sonido.

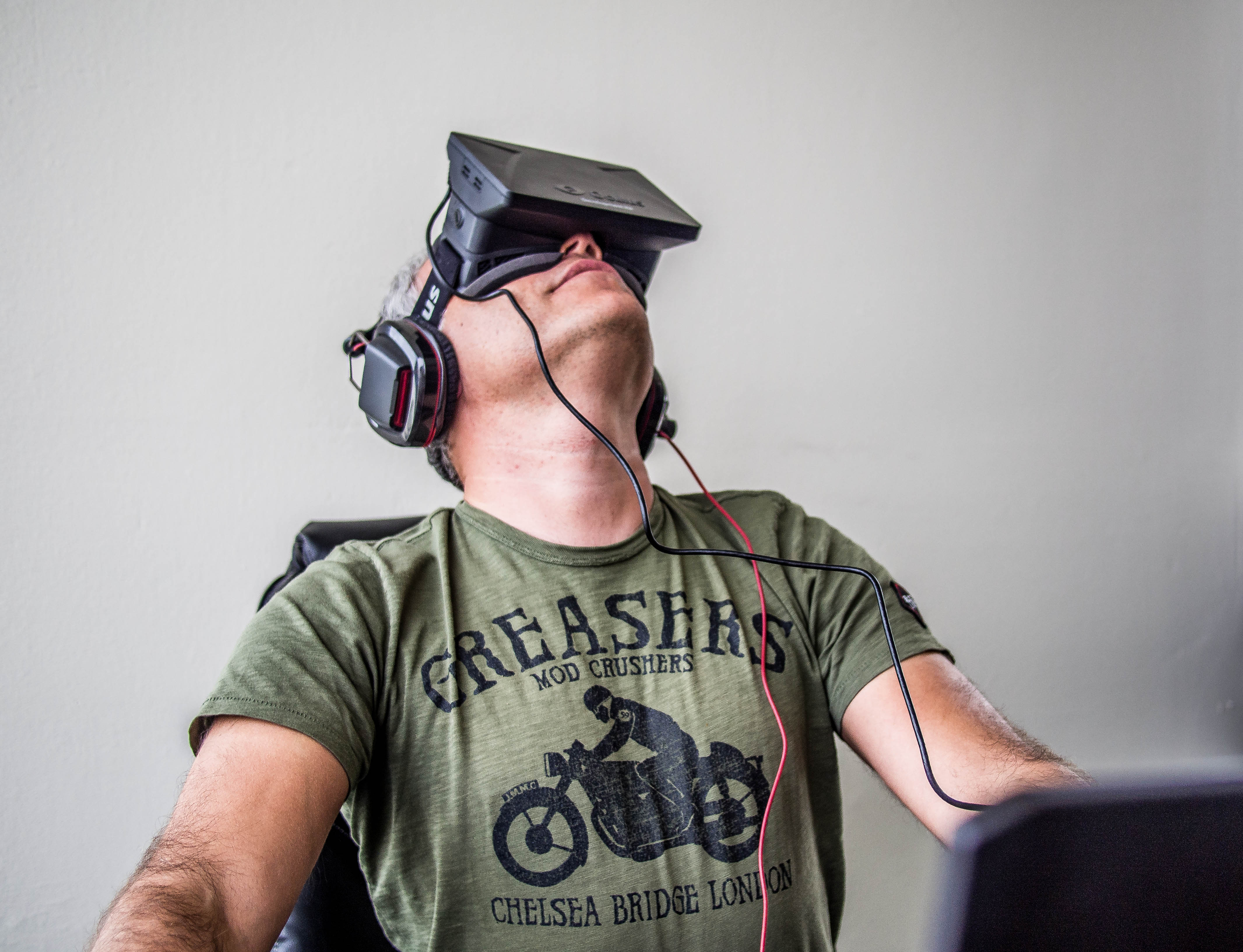
Dispositivo Oculus Rift desde el cual vivir experiencias inmersivas

## Historia
El periodismo inmersivo es el resultado de la exploración que las tecnologías emergentes ofrecían en cada momento para conseguir la sensación de transportar al usuario a la escena de los hechos y darle un sentido de participación en el relato. Así, los precedentes serían, por un lado, la fotografía esférica, en coberturas en medios anglosajones como The Guardian, Washington Post, The New York Times, CNN.com o MSNBC.com, a principios de la década del 2000.  Por otro, el vídeo ominidireccional y la realidad aumentada, con el que crean los primeros reportajes geolocalizados (situated documentaries) en el campus de la Universidad de Columbia.
El primer trabajo periodístico con realidad virtual fue llevado a cabo en 2012 con  Hunger in L.A., un trabajo realizado por Nonny de la Peña, en compañía de Virtual Pyedog, USC Annenberg School of Communications and Journalism, y MxR Lab. Este se basaba en una representación creada con tecnologías de realidad virtual, que narraba, el acontecimiento real, de la muerte de un hombre diabético cuando hacía cola en el banco de alimentos de Los Angeles First Unitarian Church. A pesar de que las imágenes no eran las verdaderas, se usó el sonido real del momento en que la persona desfallece. Nonny de la Peña funda posteriormente Emblematic group, productora de referencia de este tipo de formatos periodísticos y documentales. 
El uso de tecnologías y plataformas para crear entornos tridimensionales se utiliza también en proyectos web. Así, el 22 de septiembre de 2014 The Des Moines Register, periódico matutino de Des Moines, en Estados Unidos, divulgó un proyecto llamado Harvest of change (Cosecha de cambios). Este narraba la historia de una familia de campesinos de Iowa, que reflejaba a la vez las alteraciones que sufre el sector agrícola con los cambios demográficos y económicos de América. A partir de vídeos de 360° y una recreación digital de la granja de la familia Dammann, ubicada en el suroeste de Iowa, los usuarios podían explorar el espacio e ir obteniendo la información. 
Poco tiempo más tarde, el 6 de diciembre de 2014, la compañía de radiodifusión pública de Finlandia, YLE, difundió Paradaise VR, la primera experiencia inmersiva de un suceso real en 360°. Esta guiaba al espectador al centro del Océano Pacífico, en el atolón de Enewetak en las Islas Marshall, permitiendo así que pudiera vivir en primera persona la explosión de la primera bomba de hidrógeno de la historia en el año 1952. Este acontecimiento fue recreado con realidad virtual, pero después del desplazamiento al pasado, el documental permitía dar una vuelta por las islas en la actualidad del momento, por el depósito de desechos radiactivos, el Runit Domo, y conocer el entorno y personas que vivían en el territorio.
Desde entonces, multitud de vídeos testimoniando la realidad en formatos de 360° empezaron a ser creados. Se considera 2015 como el año de eclosión de este formato. Destacan por orden cronológico: Millions March NYC 12.13.14 de Chis Milk y Spike Jonze (enero de 2015), la aplicación NYTVR para teléfono móvil del diario The New York Times (22 de abril de 2015), la retrensmisión de E-mago 360 en France TV (24 de mayo - 7 de junio de 2015), What's it like in the "Jungle"? de BBC News (27 de junio de 2015), The Suite Life y el canal The Big Story de Associated Press (23 de julio de 2015 y 27 de febrero de 2016), la aplicación móvil Discovery VR de Discovery Channel (27 de agosto de 2015), Inside Syria VR de ABC News (16 de septiembre de 2015), el reportaje interactivo del Hajj (peregrinación islámica) de Al Jazeera (17 de septiembre de 2015), la retransmisión en directo en 360° del debate presidencial demócrata de las elecciones americanas de 2016 desde la CNN (13 de octubre de 2015), Behind the scenes with a ballerina at Lincoln Center de The Wall Street Journal (4 de noviembre de 2015) , etc. Otros canales, diarios y empresas cómo: The Washington Post, RTVE, Sky News, Antena 3, Immersive Journalism Lab, Chosun Ilbo, Bild, USA Today, Clarín, The Huffington, y El País; se apresuraron también a realizar contenidos  inmersivos durante los primeros dos años de su descubrimiento.
Más recientemente, el vídeo esférico ha caído en desuso y ha sido sustituido por nuevos formatos. Así, por un lado, la realidad aumentada ha entrado con fuerza en la producción periodística, especialmente en las producciones informativas televisivas. Por otro, el vídeo volumétrico se presenta con una técnica emergente que ya ha sido incorporada con mucho éxito en documentales de recreación histórica. 

## La ética en el periodismo inmersivo
A medida que el periodismo inmersivo ha devenido un  fenómeno cada vez más frecuente, se han iniciado multitud de debates y cuestionamientos referentes a la ética de este.

### Manipulación del entorno de la escena
Algunas de las cuestiones que se han debatido, han sido las de la manipulación del entorno de las escenas. Por un lado la eliminación o inclusión de elementos durante la postproducción de los vídeos y, por otro lado, los riesgos de la recreación de sucesos reales con realidad virtual.
A menudo en los documentales inmersivos de 360° se opta para eliminar o tapar el trípode donde se sujeta la cámara o sombra de este, cómo también la no muestra de los periodistas en la escena. Aun así, la práctica de eliminar elementos de la realidad, lleva también al planteamiento de añadirlos. Así pues, surgen las preguntas: ¿es correcto modificar el espacio incluyendo o eliminando elementos? ¿Hasta qué punto es oportuno suprimir o añadir componentes, donde está el límite? ¿Si se trata de contenido audiovisual periodístico, se tendría que modificar la realidad? Según la declaración de la Radio Television Digital News Association incluida en su Código Ético y de Conducta Profesional adoptado el 2000: "los periodistas electrónicos no tendrían que presentar imágenes o sonidos que son recreados sin informar el público".
Por otro lado, el uso de las tecnologías realidad virtual para recrear sucesos reales, llevan a cuestionarse si los hechos sucedieron de la forma que son representados y hasta qué punto la representación es fiel a estos. «Más allá del orden cronológico de los hechos o de los aspectos técnicos, entre otros factores, Horsfield (2003) se cuestiona qué es virtual y qué es real en los ambientes generados por computadoras.» (Pérez-Seijo, 2019). Así pues, los creadores de estos contenidos tienen que ser muy cuidadosos en la recreación de la realidad.

### La influencia del periodista
Cómo comenta Pérez-Seijo en La ética del Periodismo Inmersivo a debate, el nivel de influencia y decisión que pueda tener el periodista en el formato en qué es grabada la realidad, puede romper las bases del periodismo. Es decir, el hecho de forzar un determinado plano, encuadre o acción por parte de los presentes está, en cierto modo, manipulando la realidad y no permitiendo la espontaneidad de la escena. Se podría pues, llegar a cuestionar si estas prácticas no implican por consiguiente la consideración de los trabajos como unos malos proyectos periodísticos. (Perez-Seijo, 2019)

### Contenido sensible
Así como el periodismo tradicional pasó hace años por este debate, es ahora el inmersivo al que le toca afrontar el debate respecto a la conveniencia de incluir imágenes y realidades muy crudas en la realidad virtual. Así pues, figuras como Paul Martin Lester o Alice Pairo-Vasseur, reivindican su miedo a las consecuencias que el visionado de estos contenidos pueda provocar en el espectador. Esta última remarcaba: "Qué pasa si, por ejemplo, un veterano que sufre estrés postraumático visiona un vídeo 360º de una explosión de una bomba al corazón del Alepo?". Otros como Anthony Adornato se decantan más por la indicación al público de los contenidos presentes en los vídeos, dejando así en sus manos la decisión de verlos o no.
Por otro lado, se ha criticado también el uso de la música extradiegética en la muestra de secuencias duras, aplicando una dramatización en los hechos. Es aquí donde se encuentra la línea entre el periodismo y el cine que, aun y estar los dos filmados en este caso, presentan unos valores diferentes. Parece pues que algunos documentales se han inclinado demasiado hacia una vertiente cinematográfica y han acabado siendo juzgados de querer incitar al morbo de unas imágenes épicas y sensacionalistas y no mostrar la realidad, tarea que corresponde al periodismo. (Perez-Seijo, 2019)

### Los medios y fuentes de información
Finalmente y, cómo todo periodismo, el periodismo inmersivo se tiene que alimentar de fuentes fiables y rigurosas, que provean a los proyectos de credibilidad y verosimilitud. Por otro lado, tiene que conseguir la información a partir de medios legítimos y permitidos, es decir, sin métodos de los que se pueda cuestionar su legalidad, puesto que estas prácticas son sancionadas por el código jurídico.

## España
Según el estudio realizado por Miguel Barreda Ángeles, Periodismo inmersivo en España: Análisis de la primera generación de contenidos periodísticos en realidad virtual, los resultados indican que la producción española en 2018 se basaba en el uso de las tecnologías baratas y accesibles a los usuarios, pero con un nivel de interactividad muy limitado; entendiendo así que el periodismo inmersivo en el ámbito español todavía se encontraba en una fase de experimentación formal y desarrollo de un lenguaje propio.
En Barcelona, el 15 de diciembre de 2020 se celebró el primer festival de documentales inmersivos del mundo. Este se denominó XRDOCS y tuvo lugar en el centro de artes digitales IDEAL de Barcelona. Primero se llevó a cabo una conferencia con tres de los directores que participaban en el festival, DjClark, Victoria Mappelbeck y Jörg Courtial & Maria Courtial, que hablaron de la importancia de la narrativa documental inmersiva en la actualidad. Más tarde fueron reproducidos cinco documentales inmersivos premiados en ortos certámenes internacionales. Las cinco historias visionadas permitieron al público ser partícipe de realidades muy diversas de nuestro mundo, se proyectaron:
- Battleground Polyus: dirigido por DJ Clark, relata las protestas de 2019 en Hong Kong.[25]
- VR Free (We are free): dirigido por Milad Tangshir, describe varios momentos dentro de las prisiones Lorusso y Cutugno, en Turín.[26]
- The waiting room: dirigido por Victoria Mapplebeck, explica la experiencia del tratamiento y superación de su cáncer de mama.[27]
- Everest: diridit por Jon Griffith, expone las dificultades de escalar la Everest sin oxígeno.[28]
- 1st step: dirigido por Jörg Courtial y Maria Courtial, explica la llegada a la luna.[29]